# Cisowo
Cisowo [t͡ɕiˈsɔvɔ] (tiếng Đức: Zizow) là một ngôi làng thuộc khu hành chính của Gmina Darłowo, thuộc hạt Sławno, West Pomeranian Voivodeship, ở phía tây bắc Ba Lan. Nó nằm khoảng 4 kilômét (2 mi) phía bắc Darłowo, 19 km (12 mi) phía tây bắc Sławno, và 167 km (104 mi) về phía đông bắc của thủ đô khu vực Szczecin.